# ريكاردو فيانا فارغاس
ريكاردو فيانا فارغاس (بالبرتغالية: Ricardo Viana Vargas) هو مهندس كيميائي ومؤلف برازيلي، ولد في 8 أبريل 1972 في بيلو هوريزونتي في البرازيل.

## وصلات خارجية
- الموقع الرسمي